# José Peregrino
José Peregrino Xavier de Carvalho (Cidade da Parahyba, c. 1798 — Recife, 21 de agosto de 1817) foi um militar e revolucionário brasileiro.
Foi um dos líderes e mártires da Revolução Pernambucana. Condenado à morte por crime de lesa-majestade, foi enforcado e esquartejado com dezenove anos incompletos.

## Biografia
José Peregrino Xavier de Carvalho nasceu na Cidade da Parahyba na então Capitania Geral de Pernambuco, atual João Pessoa na Paraíba, por volta do ano de 1798.
Foi um dos líderes da Revolução Pernambucana de 1817 na Paraíba. A pedido de seu pai, Augusto Xavier de Carvalho, José Peregrino se entregou às tropas de Dom João VI. No ato da prisão, era prometido aos envolvidos que eles não seriam julgados por crime de lesa-majestade. Entretanto, e diferente do que foi dito aos revoltosos, ele foi condenado à morte, enforcado e esquartejado no Recife. Em seguida, sua cabeça e suas mãos foram enviadas à Paraíba e expostas em frente à Igreja de Nossa Senhora de Lourdes.